# Halleneuropameisterschaften im Bogenschießen 2013
Die Halleneuropameisterschaften im Bogenschießen 2013 wurden vom 27. Februar bis 2. März in der Hala Podpromie im polnischen Rzeszów ausgetragen.

## Ergebnisse

### Recurvebogen
| Disziplin         | Gold                                                              | Silber                                                                 | Bronze                                                    |
| ----------------- | ----------------------------------------------------------------- | ---------------------------------------------------------------------- | --------------------------------------------------------- |
| Männer Einzel     | Rick van der Ven                                                  | Jean-Charles Valladont                                                 | Sjef van den Berg                                         |
| Frauen Einzel     | Natalja Erdynijewa                                                | Natalia Valeeva                                                        | Claudia Mandia                                            |
| Männer Mannschaft | Niederlande Rick van der Ven Sjef van den Berg Rick van den Oever | Russland Alexander Koschin Bair Zybekdorschijew Balschinima Zyrempilow | Italien Luca Palazzi Matteo Fissore Alberto Zagami        |
| Frauen Mannschaft | Ukraine Lidija Sitschenikowa Kateryna Palecha Wiktorija Kowal     | Italien Claudia Mandia Pia Lionetti Natalia Valeeva                    | Russland Natalja Erdynijewa Anna Baluskowa Inna Stepanowa |

### Compoundbogen
| Disziplin         | Gold                                                       | Silber                                                                | Bronze                                                       |
| ----------------- | ---------------------------------------------------------- | --------------------------------------------------------------------- | ------------------------------------------------------------ |
| Männer Einzel     | Pierre-Julien Deloche                                      | Peter Elzinga                                                         | Stephan Hansen                                               |
| Frauen Einzel     | Ivana Buden                                                | Naomi Jones                                                           | Jelena Babinina                                              |
| Männer Mannschaft | Niederlande Mike Schloesser Peter Elzinga Ruben Bleyendaal | Frankreich Sébastien Peineau Sébastien Brasseur Pierre-Julien Deloche | Dänemark Stephan Hansen Jan Bang Martin Damsbo               |
| Frauen Mannschaft | Italien Marcella Tonioli Anastasia Anastasio Laura Longo   | Russland Kira Andrejewna Jelena Nowikowa Albina Loginowa              | Großbritannien Nichola Simpson Claudine Jennings Naomi Jones |

## Medaillenspiegel
| Platz  | Land           | Gold | Silber | Bronze | Gesamt |
| ------ | -------------- | ---- | ------ | ------ | ------ |
| 1      | Niederlande    | 3    | 1      | 1      | 5      |
| 2      | Italien        | 1    | 2      | 2      | 5      |
| 3      | Russland       | 1    | 2      | 1      | 4      |
| 4      | Frankreich     | 1    | 2      | –      | 3      |
| 5      | Kroatien       | 1    | –      | –      | 1      |
| 5      | Ukraine        | 1    | –      | –      | 1      |
| 7      | Großbritannien | –    | 1      | 1      | 2      |
| 8      | Dänemark       | –    | –      | 2      | 2      |
| 9      | Litauen        | –    | –      | 1      | 1      |
| Gesamt | Gesamt         | 8    | 8      | 8      | 24     |